# Дифузійне зварювання

Анімація процесу дифузійного зварювання

Дифузі́йне зва́рювання (англ. diffusion welding, diffusion bonding) — зварювання тисненням (тиском) у поєднанні із нагріванням, спільна дія яких достатня для дифузійного взаємного переміщення атомів хімічних елементів з'єднуваних поверхонь заготовок у межах декількох шарів кристалічних ґраток.

## Основні принципи
Дифузійне зварювання відбувається через поверхню стику в умовах деформування зварювальних поверхонь. Утворення з'єднання зумовлене дією трьох основних параметрів — тиску, часу зварювання та температури, яка становить для однорідних металів, як правило, 0,5…0,8 від температури плавлення металу або сплаву, а при зварюванні різнорідних — 0,5…0,7 від температури більш легкоплавкого металу. Різновиди дифузійного зварювання зумовлені вибором захисного середовища — вакуум, розплав солей або луг, водень, інертні гази тощо. Найчастіше дифузійне зварювання застосовують у вакуумі при тиску розрідження від 1,3 до1,3∙10−4 Па. Основним елементом устаткування є герметична металева камера, розміри якої обумовлюються розмірами зварюваних виробів.
Процес зварювання включає дві стадії: фізичний контакт та дифузію, й ґрунтується на взаємній дифузії атомів у поверхневих шарах матеріалів що контактують.
Для нагрівання деталей застосовують радіаційний, електроконтактний, електронно-променевий, індукційний та інші способи. Зусилля стискання зварних заготовок можна створювати за допомогою електромеханічних або гідравлічних систем. У тих випадках, коли достатнім є невелике зусилля стискання, його створюють за допомогою вантажу. Механічний вплив на зварні деталі додатково можу здійснюватись:
- шляхом прикладання динамічного чи знакозмінного навантаження;
- шляхом створення термічного напруження, що виникає при нагріванні матеріалів з різними температурними коефіцієнтами лінійного розширення;
- за рахунок коливання тисків у вакуумній камері та в атмосфері;
- внаслідок надлишкового тиску газу в замкнутому об'ємі (газостати).

Утворення зварних з'єднань триває від декількох секунд до декількох годин (переважно, 5…10 хв) залежно від конструкції виробу та властивостей матеріалів, що з'єднуються. Тиск у контакті деталей, що з'єднуються залежно від температури та роду зварюваних матеріалів, може бути від 1 до 100 МПа.
Для підвищення ефективності процесу часто використовуються прокладки товщиною 100…500 мкм з пластичних металів з високою схильністю до дифузії — золота, срібла, нікелю, міді титану. В окремих технологічних процесах матеріал прокладки або підшари потрібно додатково підігрівати, розплавляти, піддавати окисленню або сульфідуванню. Також, залежно від фізичних властивостей матеріалів, що зварюються підбираються унікально температура і тиск.

## Використання
Дифузійним зварюванням з'єднують однорідні або різнорідні метали, їх сплави, металокерамічні вироби. Основна перевага процесу — це утворення рівноміцного з'єднання без зміни фізико-механічних властивостей матеріалів у зоні зварювання. Нині розроблені технології дифузійного зварювання для більше ніж 700 пар матеріалів та створено близько 40 типів установок.
За допомогою дифузійного зварювання отримують з'єднання таких металів, які неможливо виконати іншими способами зварювання (наприклад, титан зі сталлю, алюмінієм чи міддю, металокомпозити, кераміка з металом); також це дає змогу з'єднувати матеріали різної товщини зі збереженням геометричних розмірів та форм виробів.
Характерними галузями застосування дифузійного зварювання є електронна, хімічна, авіакосмічна, електротехнічна, металообробна промисловості; серед прикладів ефективного використання — виробництво високостійких штампів, багатошарових панелей зі сплавів титану, лопаток турбін двигунів, вузлів з кераміки та металу для приладів, металокомпозитних виробів.

## Переваги та недоліки
Переваги дифузійного зварювання:
- прецизійна точність обробки;
- відсутність явно вираженого шва, монолітність з'єднання;
- можливість зварювати матеріали, що не сполучаються ніяким іншим способом (отримання складних композитів);
- можливість створювати вироби складної конструкції та конфігурації;
- мала витрата енергії;
- відсутність потреби у застосуванні додаткових елементів, таких як присадки, електроди, припої та флюси (у ряді операцій є виняток — як прошарок використовується тонка фольга);
- екологічність зварювального процесу — немає бризок розплаву, шкідливих випромінювань і газових виділень;
- висока міцність з'єднання;
- зручність створення пустотілих конструкцій, в тому числі композитних.

Недоліки:
- складність, громіздкість та висока вартість устаткування для дифузійного зварювання (вакуумна камера, вакуумний насос, прес, система охолодження, нагрівальні пристрої та допоміжні механізми із жаротривкої сталі);
- обмеження розмірів зварних деталей розмірами камери;
- високі вимоги до очищення і полірування поверхонь перед дифузійним контактом.

## Історична довідка
Технологія дифузійного зварювання відома уже декілька століть. Її можна бачити у технологіях отримання «наповненого золота» (або «ґолдфілд» від англ. gold filled) — техніки, яка використовувалась для золочення міді у ювелірній справі. Для того, щоб створити таку позолоту, ковалі спочатку шляхом кування золота отримували тонкий лист золотої фольги. Потім цю плівку накладали на мідну заготовку і притискали (тиск до 17МПа). Після цього, використовуючи процес, відомий як «зварювання гарячим тиском» або HPW (англ. hot-pressure welding), затиснену збірку золота плівка/мідна заготовка поміщали у нагріту піч (до 900 °C) і витримували до тих пір, поки золота плівка в результаті дифузійних явищ не стане достатньо пов'язаною з мідним субстратом.
Сучасну технологію дифузійного зварювання розробив у 1950 радянський вчений-металург М. Ф. Казаков (НДІ харчопрому, Москва), першу установку в Україні виготовлено у 1961 в Інституті електрозварювання АН УРСР, Київ.